# Championship Gaming Series
 (avril 2020).
Si vous disposez d'ouvrages ou d'articles de référence ou si vous connaissez des sites web de qualité traitant du thème abordé ici, merci de compléter l'article en donnant les références utiles à sa vérifiabilité et en les liant à la section « Notes et références ».
Pour les articles homonymes, voir CGS.
Les Championship Gaming Series (CGS) représentaient des ligues internationales de sport électronique basées aux États-Unis, bien qu'elles furent étendues au reste du monde entier à partir de la saison 2. La ligue fut fondée en 2007 et fut possédée et retransmise par DirecTV en association avec British Sky Broadcasting et STAR TV (Asie). Les ligues étaient organisées comme les ligues sportives d'Amérique du Nord, qui disposent de drafts et d'équipes pour chaque ville concernée. Les ligues étaient diffusées sur la chaîne de DirecTV The 101 depuis le 9 juillet 2007. Les CGS ont officiellement cessé toute activité depuis le 18 novembre 2008.

## Régions
|          | Titre                   | Lieux                              |
| -------- | ----------------------- | ---------------------------------- |
| Région 1 | Amérique du Nord        | Canada, États-Unis                 |
| Région 2 | Amérique Latine         | Mexique, Caraïbes, Amérique du Sud |
| Région 3 | Europe                  | Union européenne                   |
| Région 4 | Afrique et Moyen-Orient | Moyen-Orient, Afrique, Asie du Sud |
| Région 5 | Asie                    | Chine, Asie de l'Est               |
| Région 6 | Australie               | Australie, Océanie                 |

## Franchises
Pour la première saison de la ligue, il y avait six franchises provenant de six grandes villes de la Région 1 (États-Unis et Canada), qui seront suivis dans la seconde saison de dix autres franchises venant des autres régions du globe. Chaque franchise dispose d'un total de dix joueurs : cinq joueurs de Counter-Strike: Source, deux joueurs de Dead or Alive 4 (un homme et une femme), un joueur de FIFA 2007, et deux joueurs de Project Gotham Racing 3.
Annoncé sur thecgs.com, les CGS ont ajouté World of Warcraft à la liste des jeux officiels. Cela sera effectif dès la saison 2008. Les équipes pourront compter 12 joueurs, contre 10 précédemment.
La grande finale de la Région 1 se tint le 30 juillet 2007 à Los Angeles. Les Chicago Chimera ont battu les Carolina Core sur le score de 22-21 pour devenir les premiers champions régionaux des CGS. Chicago et Carolina vont tous les deux participer aux finales mondiales en novembre 2007.
- Région 1

| Nom de l'équipe        | Lieu de la franchise        | Manager général     |
| ---------------------- | --------------------------- | ------------------- |
| Carolina Core          | Charlotte, Caroline du Nord | Mark Dolven         |
| Chicago Chimera        | Chicago, Illinois           | Brian "DKT" Flander |
| Dallas Venom           | Dallas, Texas               | Alex "JaX" Conroy   |
| Los Angeles Complexity | Los Angeles, Californie     | Jason "1" Lake      |
| New York 3D            | New York                    | Dave "moto" Geffon  |
| San Francisco Optx     | San Francisco, Californie   | Kat Hunter          |

- Région 2

| Nom de l'équipe   | Lieu de la franchise   | Manager général             |
| ----------------- | ---------------------- | --------------------------- |
| Mexico City Furia | Mexico, Mexique        | Augusto "NoobZaibot" Zapata |
| Rio Sinistro      | Rio de Janeiro, Brésil | Paulo "pvell" Velloso       |

- Région 3

| Nom de l'équipe    | Lieu de la franchise    | Manager général           |
| ------------------ | ----------------------- | ------------------------- |
| Berlin Allianz     | Berlin, Allemagne       | Jonas "bESEL" Vikan       |
| Birmingham Salvo   | Birmingham, Royaume-Uni | Michael "ODEE" O'Dell     |
| London Mint        | Londres, Royaume-Uni    | Ben Woodward              |
| Stockholm Magnetik | Stockholm, Suède        | Emil "HeatoN" Christensen |

- Région 4

| Nom de l'équipe | Lieu de la franchise       | Manager général |      |
| --------------- | -------------------------- | --------------- | ---- |
| Dubai Mirage    | Dubaï, Émirats arabes unis | Shariff Ibrahim | 2007 |

- Région 5

| Nom de l'équipe     | Lieu de la franchise   | Manager général        |      |
| ------------------- | ---------------------- | ---------------------- | ---- |
| Wuhan Dragon        | Wuhan, Chine           | Chao Ma                | 2007 |
| Singapore Sword     | Singapour              | Steven Yong (interim)  | 2007 |
| Seoul Jinhwa        | Séoul, Corée du Sud    | Kim "Crystal" Sung Eun | 2007 |
| Kuala Lumpur Taufan | Kuala Lumpur, Malaisie | Mohd Irman Nawawi      | 2007 |

- Région 6

| Team Name          | Franchise Location | General Manager   | First season |
| ------------------ | ------------------ | ----------------- | ------------ |
| Sydney Underground | Sydney, Australie  | Ben "Racs" Thomas | 2007         |

## Système de score
Les jeux se jouent dans cet ordre :
- Dead or Alive 4 - Femmes
- FIFA 07
- Dead or Alive 4 - Hommes
- Counter-Strike: Source
- Project Gotham Racing 3

Le vainqueur du match est celui qui a accumulé le plus de points dans l'ensemble de la rencontre.
Tout d'abord, les matchs Dead or Alive se jouent en 5 manches gagnantes. Cependant, même si le match sur le jeu est perdu, les manches gagnées comptent quand même. Ensuite, le match sur Fifa 07 se joue en 10 minutes, et c'est le nombre de buts qui décide du nombre de points. Après, encore du Dead or Alive, donc encore du 5 manches gagnantes. Ensuite, Counter-Strike: Source. Le match se joue en 18 manches, 9 manches en tant que terroriste et 9 manches en tant qu'anti-terroriste, sur une seule carte. Une équipe ayant perdu les trois jeux précédents peut tout remonter sur Counter-Strike: Source. Enfin, il y a Project Gotham Racing 3. Chaque équipe dispose de 2 joueurs courant sur une seule et unique course. Le but est de placer ses joueurs le mieux possible, sachant que la première place vaut 5 points, la deuxième 3 points, la troisième 1 point et la dernière place 0 point.
En théorie, on peut marquer 5 points sur les deux épreuves DoA, 18 sur CSS, et 8 sur PGR3, ce qui fait 36 points. FIFA 07 fait exception à la règle car c'est la seule épreuve limitée par le temps et non par le nombre de points. Cependant, marquer plus de 5 buts peut s'avérer difficile, donc on peut estimer le maximum atteignable à 40-41 points.